# Естепа
Естепа (на испански: Estepa) е населено място и община в Испания. Намира се в провинция Севиля, в състава на автономната област Андалусия. Общината влиза в състава на района (комарка) Сиера Сур де Севиля. Заема площ от 191 km². Населението му е 12 682 души (по преброяване от 2010 г.). Разстоянието до административния център на провинцията е 110 km.

## История
След арабското завоюване на Пиренейския полуостров, селището е мавританска цитадела. През 1236 г. кастилците превземат града от маврите.

## Демография
| 1996   | 1998   | 1999   | 2000   | 2001   | 2002   | 2003   | 2004   | 2005   | 2006   |
| ------ | ------ | ------ | ------ | ------ | ------ | ------ | ------ | ------ | ------ |
| 11 560 | 11 654 | 11 654 | 11 721 | 11 831 | 11 980 | 12 030 | 12 101 | 12 153 | 12 296 |